# Raión de Yelanets
Yelanets (en ucraniano: Єланецький район) es un raión o distrito de Ucrania en el óblast de Mykolaiv. 
Comprende una superficie de 1017 km².
La capital es la ciudad de Yelanets.

## Demografía
Según estimación 2010 contaba con una población total de 18400 habitantes.

## Otros datos
El código KOATUU es 4823000000. El código postal cp y el prefijo telefónico +380 te.